# Карпазио
Карпазио (итал. Carpasio) — коммуна в Италии, располагается в регионе Лигурия, в провинции Империя.
Население составляет 176 человек (2008 г.), плотность населения составляет 11 чел./км². Занимает площадь 16 км². Почтовый индекс — 18010. Телефонный код — 0184.
Покровителем коммуны почитается святой Антоний Апамейский, празднование 2 сентября.

## Демография
Динамика населения:

## Города-побратимы
- Саорж, Франция (2006)